# Foullah Edifice Football Club
Maillots
Actualités
Dernière mise à jour : 7 novembre 2021.
Foullah edifice football club (en arabe : نادي فولا إيديفيك لكرة القدم), plus couramment abrégé en Foullah Edifice FC, est un club tchadien de football fondé en 2007 et basé à N'Djaména.
L'équipe première évolue en Championnat du Tchad de football et détient quatre titres de champion de la ligue de N’Djamena. Il est par ailleurs détenteur de 2 coupes du Tchad, deux supercoupes de la ligue de N’Djamena et champion de la D2 en 2007.
Foullah Edifice FC évolue au stade omnisports Idriss-Mahamat-Ouya.
Le club a représenté le Tchad trois fois en Ligue des champions d'Afrique et une fois en Coupe de la confédération.

## Histoire
Invité un jour dans un tournoi du quartier de la capitale (Gassi), le fondateur du club Ibrahim Wang Laouna qui était aussi un ancien joueur amateur dans le passé, a remarqué qu’il y avait du talent et de l’engouement chez les jeunes joueurs tchadiens ; il a donc décidé de créer un club par amour pour ce sport et pour aider ces jeunes.
Ce club était dénommé Foullah Édifice FC ; il a été créé le 9 Février 2007.
Affilié ensuite en D2, Foullah Édifice FC a été champion la même année avant de jouer en première division en 2008.
Le club remporte le championnat du Tchad (Chari Baguirmi) en 2011, 2013, 2014 et 2020. Il remporte la Coupe du Tchad en 2010 et 2013.
Le club participe à la Ligue des champions de la CAF en 2012, où il est éliminé au tour préliminaire par le club algérien du JSM Béjaïa. En 2014, le club est éliminé au premier tour par les Libyens de l'Al Ahly Benghazi. L'histoire se répète en 2015 face aux Algériens de l'USM Alger.
En 2011, Foullah Edifice dispute la Coupe de la confédération, élimine les Équatoguinéens du CD Elá Nguema au tour préliminaire, avant d'être sorti au deuxième tour par le Kaduna United, un club du Nigeria.

## Stade
Le club Foullah Edifice dispute ses matchs à domicile au stade omnisports Idriss-Mahamat-Ouya situé à N'Djaména. Le stade d'une capacité de 20 000 places, est aussi utilisé pour les matchs de l'équipe nationale du Tchad. Le nom du stade vient du sauteur tchadien Idriss Mahamat Ouya (1942-1987).

## Palmarès
| Compétitions nationales |
| --- |
| - Championnat de la Ligue Provinciale de Football de N’Djaména (4) : - Champion : 2011, 2013 , 2014, 2020 - Coupe de N’Djamena (2) : - Vainqueur : 2010 , 2013 - Supercoupe de la Ligue de N'Djaména (2) : - Vainqueur : 2015, 2016 - Championnat D2 ligue de football de N’Djamena (1) : - Vainqueur : 2007 |

## Entraîneurs du club
- Barkos Zam Gagso (2007)
- Aoudou Yakia (2008 - 2010)
- Emmanuel Boukar (2010  - 2015)
- Djindo Manadji Samuel (2015 - 2017)
- Tigabé Ousmane (2017 - 2018)
- Ngabo Bongo (2018 - 2019)
- Djimta Yamtamadji (2019 - )

## Équipe actuelle
| N° | Nat.                                    | Poste | Nom du joueur                    |
| -- | --------------------------------------- | ----- | -------------------------------- |
| 1  | Drapeau du Tchad                        | G     | Ado Tchaoussou Mathieu           |
| 16 | Drapeau de la République centrafricaine | G     | Alladoum Kolimba Modèle:Fs break |
| 2  | Drapeau du Tchad                        | D     | Issa Abakar                      |
| 4  | Drapeau du Tchad                        | D     | Mahamat Lossou                   |
| 23 | Drapeau du Tchad                        | D     | Djibrine Bokit                   |
| 24 | Drapeau du Tchad                        | D     | Oumar Droye Modèle:Fs break      |
| 3  | Drapeau du Tchad                        | M     | Malloum Bousseina                |
| 6  | Drapeau du Tchad                        | M     | Natar Aldongar                   |
| 8  | Drapeau du Tchad                        | M     | Hassan Diallo                    |
| 12 | Drapeau du Tchad                        | M     | Ndjedouboum Nadjibang            |
| 13 | Drapeau du Tchad                        | M     | Alexandre Ngetobaye              |

| No. | Nat.                | Position | Nom du joueur                          |
| --- | ------------------- | -------- | -------------------------------------- |
| 15  | Drapeau du Tchad    | M        | Djembayel Edouard                      |
| 17  | Drapeau du Cameroun | M        | Stephane Tchoumi                       |
| 18  | Drapeau du Tchad    | M        | Matibeye Ngarbe Francklin              |
| 19  | Drapeau du Tchad    | M        | Mahamat Abakar                         |
| 26  | Drapeau du Tchad    | M        | Ahmat Abiat                            |
| 27  | Drapeau du Tchad    | M        | Arthur Koro Dingamnai                  |
| 30  | Drapeau du Tchad    | M        | Ndiganbeye Appolinaire Modèle:Fs break |
| 7   | Drapeau du Tchad    | A        | Hassane Minandi                        |
| 28  | Drapeau du Tchad    | A        | Mahamat Ekian                          |
| 29  | Drapeau du Cameroun | A        | Nkondje Jaspar Ekamba                  |